# Fachanwalt für Versicherungsrecht
Bei dem Titel eines Fachanwalts für Versicherungsrecht handelt es sich um eine Fachanwaltsbezeichnung des deutschen Berufsrechts der Rechtsanwälte.
Die Bezeichnung Fachanwalt für Versicherungsrecht wurde durch die 2. Satzungsversammlung der Bundesrechtsanwaltskammer auf ihrer 6. Sitzung am 20. März 2003 eingeführt.

## Rechtsgebiete der Ausbildung
Inhaltlich wird der Titel durch die in § 14a der Fachanwaltsordnung (FAO) genannten Rechtsgebiete, bezüglich derer der den Fachanwaltstitel führende Rechtsanwalt besondere Kenntnisse nachweisen muss, definiert. Konkret nennt § 14a FAO für das Versicherungsrecht folgende Rechtsgebiete:
- allgemeines Versicherungsvertragsrecht (hauptsächlich geregelt im Versicherungsvertragsgesetz (VVG)) und Besonderheiten der Prozessführung,
- Recht der Versicherungsaufsicht,
- Grundzüge des internationalen Versicherungsrechts,
- Transport- und Speditionsversicherungsrecht,
- Sachversicherungssrecht (insbesondere das Recht der Fahrzeug-, Gebäude-, Hausrat-, Reisegepäck-, Feuer-, Einbruchdiebstahl- und Bauwesenversicherung),
- Recht der privaten Personenversicherung (insbesondere das Recht der Lebens-, Kranken-, Reiserücktritts-, Unfall- und Berufsunfähigkeitsversicherung),
- Haftpflichtversicherungsrecht (insbesondere das Recht der Pflichtversicherung, privaten Haftpflicht-, betrieblichen Haftpflicht-, Haftpflichtversicherung der freien Berufe, Umwelt- und Produkthaftpflichtversicherung, Bauwesenversicherung),
- Rechtsschutzversicherungsrecht,
- Grundzüge des Vertrauensschaden- und Kreditversicherungsrechts.

Weiter erforderlich ist zum Erwerb des Titels eines Fachanwalts für Versicherungsrecht, wie bei allen Fachanwaltstiteln, der Nachweis besonderer praktischer Erfahrungen. Hier fordert § 5 S. 1 lit. h FAO den Nachweis von 80 durch den Bewerber bearbeiteter Fälle, davon mindestens 10 gerichtliche Fälle, die sich auf mindestens drei der in § 14 FAO genannten Rechtsgebiete beziehen müssen. Auf diese drei Rechtsgebiete müssen zudem jeweils mindestens fünf Fälle entfallen.

## Statistik
Zum 1. Januar 2024 sind 1.544 Fachanwälte für Versicherungsrecht in Deutschland zugelassen.